# Supreme Court of California

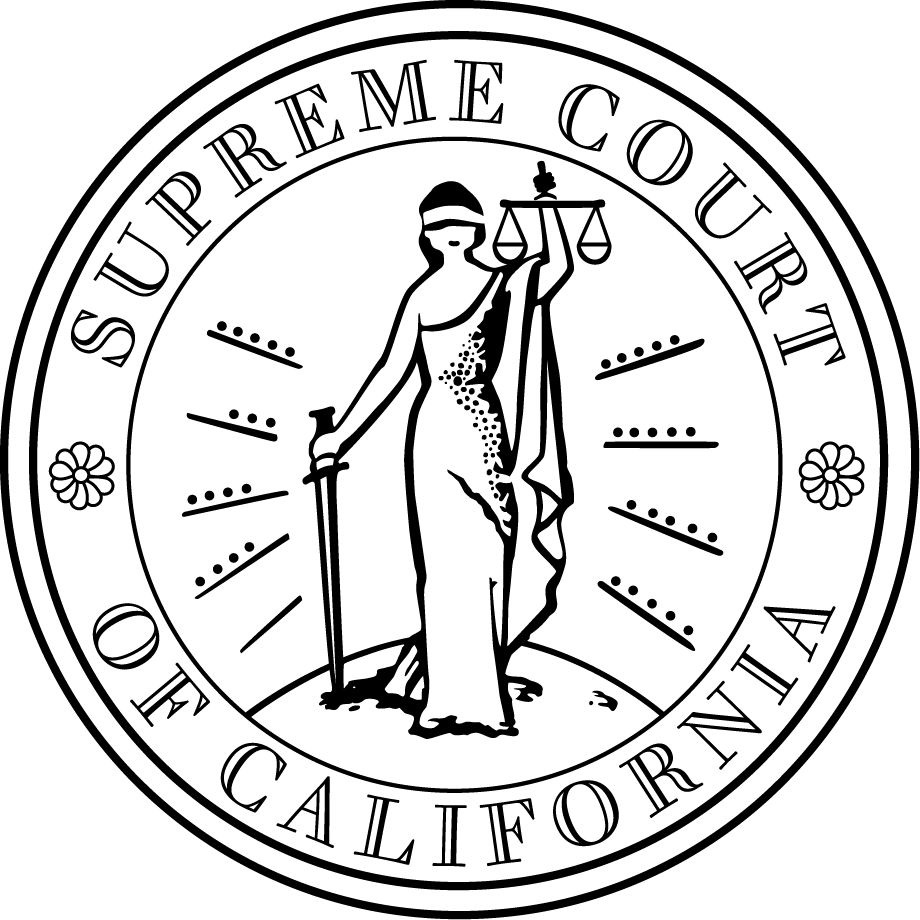
Siegel des Supreme Court of California

Der Supreme Court of California ist der Oberste Gerichtshof des US-Bundesstaates Kalifornien. Er setzt sich aus sieben Richtern zusammen.

## Grundlegendes
Der Oberste Gerichtshof von Kalifornien ist das höchste und damit die letzte Instanz in den Gerichten des Bundesstaates Kalifornien. Es befindet sich im Earl Warren Building in San Francisco. Das Gericht hält auch Sitzungen in Los Angeles und Sacramento ab. Seine Entscheidungen sind für alle anderen Gerichte des US-Bundesstaates Kalifornien bindend.

## Richter

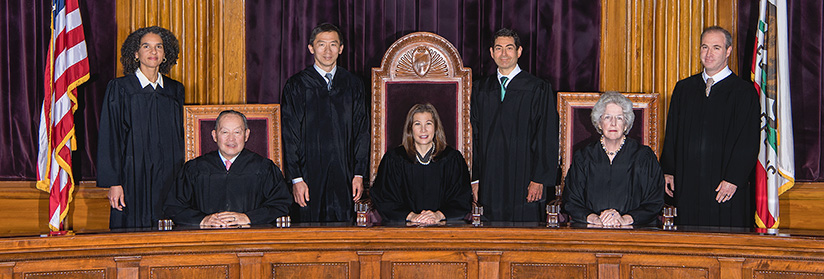
Die Richter des Supreme Court of California im Jahr 2019

Nach der ursprünglichen kalifornischen Verfassung von 1849 begann der Gerichtshof mit einem Obersten Richter und zwei beigeordneten Richtern. Der Gerichtshof wurde 1862 auf fünf Richter erweitert. Nach der aktuellen Verfassung von 1879 wurde der Gerichtshof auf sechs beigeordnete Richter und einen Obersten Richter erweitert, auf die derzeit insgesamte Anzahl von sieben Richtern. Die Richter werden vom Gouverneur von Kalifornien ernannt und müssen sich danach Wahlen stellen.
Gemäß der kalifornischen Verfassung muss eine Person, um wie bei jedem kalifornischen Richteramt für eine Ernennung in Betracht gezogen zu werden, ein in Kalifornien zugelassener Anwalt sein oder unmittelbar vor der Ernennung 10 Jahre lang als Richter an einem kalifornischen Gericht tätig gewesen sein. Wenn bestätigt wird, dass ein Kandidat eine Stelle besetzt, die während einer gerichtlichen Amtszeit entstanden ist, muss der Richter bei den nächsten Gouverneurswahlen für die Beibehaltung seines Amtes antreten. Die Wähler entscheiden dann, ob der Richter für den Rest der Amtszeit beibehalten werden soll. Am Ende der Amtszeit müssen sich die Richter erneut einer landesweiten Wahl zur Beibehaltung für eine volle Amtszeit von 12 Jahren unterziehen. Wenn eine Mehrheit dies ablehnt, wird der Sitz frei und kann vom Gouverneur erneut besetzt werden.

### Aktuelle Richter
| Position          | Name              | Geboren                | Ernannt von           | Beginn der Amtszeit | Ende der Amtszeit |
| ----------------- | ----------------- | ---------------------- | --------------------- | ------------------- | ----------------- |
| Chief Justice     | Patricia Guerrero | 7. Dezember 1971 (52)  | Gavin Newsom          | 28. März 2022       | 2034              |
| Associate Justice | Martin Jenkins    | 12. November 1953 (70) | Gavin Newsom          | 4. Dezember 2020    | 2034              |
| Associate Justice | Carol A. Corrigan | 16. August 1948 (71)   | Arnold Schwarzenegger | 4. Januar 2006      | 2. Januar 2031    |
| Associate Justice | Goodwin Liu       | 19. Oktober 1970 (49)  | Jerry Brown           | 1. September 2011   | 3. Januar 2027    |
| Associate Justice | Kelli Evans       | 9. Juli 1968 (55)      | Gavin Newsom          | 2. Januar 2023      | 2026              |
| Associate Justice | Leondra Kruger    | 28. Juli 1976 (43)     | Jerry Brown           | 5. Januar 2015      | 2. Januar 2031    |
| Associate Justice | Joshua Groban     | 15. August 1973 (46)   | Jerry Brown           | 3. Januar 2019      | 2026              |